# Polonodon
Polonodon es un género extinto de sinápsido eucinodonte del Triásico superior (época del Carniense) de Polonia. Solo se conoce una especie, Polonodon woznikiensis, nombrada y descrita en 2018.